# 伊沢一郎
伊沢 一郎（いざわ いちろう、1912年〈明治45年〉2月22日 - 1995年〈平成7年〉5月14日）は、日本の俳優。熊本県菊池郡河原村（現・菊池市）出身。本名：萱野 季男（かやの すえお）。女優の美川かつみは妻。俳優の川谷拓三は甥。

## 来歴・人物
高輪商業学校卒業。1930年に日活太秦に入社。1931年にサイレント映画『かんかん虫は唄ふ』でデビュー。朴訥だが誠実なキャラクターで注目され、『ためらふ勿れ若人よ』、『魂を投げろ』などの作品で、デビュー間もない原節子とのコンビで主演。戦後も脇役として活躍。熊本なまりの喋りと親しみのあるキャラクターが特徴だった。温厚な性格でも知られており、時代劇や特撮、更にはロマンポルノとジャンルを問わず幅広い作品に出演した。
1960年代後半から、刑事ドラマ『特別機動捜査隊』でベテラン関根部長刑事役（立石班、藤島班、三船班、高倉班、日高班）として約9年間番組末期まで活躍した。
1970年代から テレビの時代劇や刑事ドラマなどで黒幕的な悪役を演じる機会も多くなり、重厚な演技を見せた。
1995年5月14日午前1時10分に脳梗塞により死去。83歳没。

## 出演

### 映画
- ためらふ勿れ若人よ（1935年、日活多摩川）
- 魂を投げろ（1935年、日活多摩川）
- 検事とその妹（1937年、日活多摩川）
- 五人の斥候兵（1938年、日活多摩川）
- 土と兵隊（1939年、日活多摩川）
- 潜水艦1号（1941年、日活多摩川）
- 山荘の怪事件（1941年、日活多摩川）
- 維新の曲（1942年、大日本映画京都）
- 肉弾挺身隊（1944年、大日本映画）
- 君かと思ひて（1946年、大映）
- 花嫁の正体（1947年、大映）
- にっぽんGメン（1948年、東横）
- 大都会の丑満時（1949年、大映）
- 夢は儚なく（1950年、東宝）
- 若い季節（1951年、松竹）
- 戦艦大和（1953年、新東宝）
- 君の名は（1953年、松竹）
- からたちの花（1954年、日活）
- ここに泉あり（1955年、松竹）
- 不知火奉行（1956年、大映）
- 雲の墓標より 空ゆかば（1957年、松竹）
- リングの王者 栄光の世界（1957年、新東宝）
- 透明人間と蝿男（1957年、大映）
- 日露戦争勝利の秘史 敵中横断三百里（1957年、大映）
- 忠臣蔵（1958年、大映）
- 俺たちは狂ってない（1958年、大映）
- 海軍兵学校物語 あゝ江田島（1959年、大映） - 加納教官
- 関の弥太っぺ（1959年、大映）
- かげろう絵図（1959年、大映）
- 濡れ髪喧嘩旅（1960年、大映）
- 不知火検校（1960年、大映）
- 怪談お岩の亡霊（1961年、東映）
- 警視庁物語 謎の赤電話（1962年、東映）
- 暗黒街最後の日（1962年、東映）
- 太平洋のGメン（1962年、東映）
- 暗黒街最大の決斗（1963年、東映）
- 三匹の侍（1964年、松竹）
- 御金蔵破り（1964年、東映）
- 新・事件記者 殺意の丘（1966年、東宝）
- 阿片台地 地獄部隊突撃せよ（1966年、松竹）
- ザ・ゴキブリ（1973年、東宝）
- けんか空手極真無頼拳（1975年、東映）
- 不毛地帯（1976年、東宝）
- 夜明けの旗 松本治一郎伝（1976年、東映）
- 地獄の蟲（1979年、マツダ映画）
- 桃子夫人の冒険（1979年、にっかつ）
- 二百三高地（1980年、東映）
- おんな6丁目 蜜の味（1982年、東映）
- 武蔵野心中（1983年、にっかつ）
- 刑事物語3 潮騒の詩（1984年、東宝）
- 空海（1984年、東映）
- 嵯峨野の宿（1987年、にっかつ）

など

### テレビドラマ
- 松本清張シリーズ・黒い断層 / 声（1961年、TBS）
- 隠密剣士 第12話「帰って来た無法者」（1962年、TBS / 宣弘社プロダクション） - 弥市
- 特別機動捜査隊（NET / 東映）
  - 第101話「台風圏」 - 第102話「続台風圏」(1963年)
  - 第147話「ゼロの愛情」(1964年) - 川崎
  - 第319話「おんなのブルース」（1967年） - 山本部長刑事
  - 第335話「死の手錠」 - 第799話「娘の思春期」（1968年 - 1977年） - 関根部長刑事
- ザ・ガードマン（TBS / 大映テレビ室）
  - 第1話「黒い猫」（1965年）
  - 第21話「黄金の牙」（1965年）
  - 第35話「姿なき眼」（1965年）
  - 第131話「覆面ラリー車を奪え」（1967年）
  - 第221話「満月の夜は女を殺せ」（1969年）
- 銭形平次（CX / 東映）
  - 第20話「七年目の仇討」（1966年） - 小田郁三郎
  - 第72話「五十両うら表」（1967年） - 市五郎
  - 第239話「女の罠」（1970年） - 菱谷伝兵衛
  - 第246話「月夜ばやし」（1971年） - 西國屋伊兵ヱ
  - 第586話「壺振りのお駒」（1977年） - 鳴海の竹蔵
  - 第612話「娘十手が恋に泣く」（1978年） - 佐兵ヱ
- キャプテンウルトラ（1967年、TBS / 東映） - ムナトモ博士
- 風 第8話「忍びの館」（1967年、TBS / 松竹）
- ローンウルフ 一匹狼 第23話「パリ行461便」（1968年、NTV / 東映）
- 昔三九郎 第14話「仇討のからくり」（1968年、NTV / 三船プロ）
- 五人の野武士 第24話「黄金」（1969年、NTV / 三船プロ） - 与七
- 東京バイパス指令（1969年、NTV / 東宝）
  - 第11話「狂犬」
  - 第33話「死の罠」
  - 第45話「完全アリバイ」
- 素浪人 花山大吉（NET / 東映）
  - 第6話「若様はおからが好きだった」（1969年） - 大草帯刀
  - 第88話「仮面の下で泣いていた」（1970年） - 五兵衛
- 女殺し屋 花笠お竜 第24話「女が命を燃やすとき」（1970年、12ch / 国際放映）
- 江戸川乱歩シリーズ 明智小五郎 第23話「赤い血をなめる女たち」（1970年、12ch / 東映）
- 徳川おんな絵巻 第7話「お妾拝領仕る」、第8話「嫁地獄」（1970年、KTV / 東映） - 川上郷左衛門
- 柳生十兵衛 第11話「風神ヶ原の対決」（1970年、CX / 東映） - 和島伊織
- 大江戸捜査網（12ch / 日活→三船プロ）
  - 第12話「八百八町のイカす奴」（1970年） - 柳川勝家
  - 第197話「流血の侍志願」（1975年） - 高麗屋
  - 第258話「逆転 父と娘の絆」（1976年） - 秋田屋善兵衛（幻の半兵衛）
  - 第280話「怒りの白昼殴り込み」（1977年） - 唐津屋
  - 第308話「鉄火芸者 涙の勇み肌」（1977年） - 三度屋
  - 第316話「恋なさけ捨身の木遣唄」（1977年） - 浅倉頼母
  - 第333話「死闘! 風魔一族の陰謀」（1978年） - 徳右衛門
  - 第342話「怪しき風来坊謎の変身」（1978年） - 安右衛門
  - 第353話「美女誘拐 恐怖の逢びき」（1978年） - 近江屋
  - 第364話「闇を裂く女賊の哀愁」（1978年） - 相馬屋
  - 第384話「大爆破を招く恐怖の大凧」（1979年） - 源八
  - 第408話「御前試合が暴く謎の金脈」（1979年） - 坂本孫兵衛
  - 第423話「黒い傷痕に泣く女」（1979年） - 天満屋
  - 第459話「夫婦飛脚の子守唄」（1980年） - 加納屋
  - 第475話「花吹雪 炎に舞う一番纒」（1981年） - は組の頭
  - 第492話「おんな隠密 矢車お菊」（1981年） - 朝比奈白翁
  - 第556話「井戸掘り異聞 殺しの水脈」（1982年） - 勘兵衛
  - 第568話「鈴の音はおんなの忍び泣き」（1982年） - 覚円
  - 第577話「妖花一輪 男殺しの手毬歌」（1983年） - 榊原豊後
  - 第616話「嘘か誠か? 花嫁の赤い疑惑」（1983年） - 山崎屋
- 大岡越前（TBS / C.A.L）
  - 第1部 第19、20話「悪魔の人形使い -前・後編-」（1970年7月20、27日） - 与兵衛
  - 第2部 第2話「悪の決算」（1971年5月24日） - 与兵衛
  - 第5部 第19話「復讐に燃える女」（1978年6月12日）
  - 第6部 第22話「疑われた男」（1982年8月2日） - 武蔵屋彦兵衛
  - 第7部 第22話「泥棒にされたお奉行様」（1983年9月19日） - 近江屋吉右衛門
  - 第9部 第11話「花嫁泣かせた出生の秘密」（1986年1月6日） - 但馬屋
  - 第10部 第25話「亡霊に狙われた男」（1988年8月22日） - 常盤屋
- 大忠臣蔵（1971年、NET / 三船プロ） - 坂木養慶
- プレイガール 第171話「勢揃いやわ肌仁義」（1972年、12ch / 東映） - 小山田
- 太陽にほえろ! 第46話「黒幕は誰だ」（1973年、NTV / 東宝） - 坂口会長
- 旗本退屈男第1話「赤い足袋の死体」（1973年、NET / 東映） - 将軍れれ
- 唖侍 鬼一法眼 第10話「吠えた峠の女心」（1973年、NTV / 勝プロ） - 庄造
- 伝七捕物帳 （NTV / ユニオン映画）
  - 第22話「女ごころのなみだ雨」（1974年） - 権造
  - 第46話「罠にかかった火あそび」（1974年） - 大川屋
  - 第138話「義母の心　娘知らず」（1977年） - 伊兵衛
- 非情のライセンス（NET / 東映）
  - 第1シリーズ 第46話「兇悪のヘッドライト」（1974年） - 江沢
  - 第2シリーズ
    - 第40話「兇悪の棺桶」（1975年）
    - 第84話「兇悪の死刑執行人」（1976年） - 平松忠行
- 影同心 第17話「二つ枕の殺し節」（1975年、MBS / 東映） - 巴屋儀兵衛
- 破れ傘刀舟 悪人狩り（NET / 三船プロ）
  - 第44話「青春の挽歌」（1975年） - 原斉
  - 第107話「おんな捕物地獄花」（1976年）
- 水戸黄門（TBS / C.A.L）
  - 第6部 第29話「黄門さまの頑固くらべ -木更津-」（1975年10月13日） - 綱屋与兵衛
  - 第7部（1976年）
    - 第11話「津軽こぎん -弘前-」 - 彦十
    - 第25話「母恋し、父（ちゃん）悲し -高田-」 - 桑名屋三左衛門

  - 第8部（1977年）
    - 第4話「黄門さまに似た男 -沼津-」 - 入屋助左衛門
    - 第23話「黄門さまは時の氏神 -大洲-」 - 清兵衛

  - 第9部（1978年）
    - 第4話「芝居になった悪い奴 -福島-」 - 宗右衛門
    - 第12話「二人いた弥七 -新潟-」 - 湊屋四郎兵衛

  - 第10部
    - 第15話「京の都の悪退治 -京-」（1979年11月19日） - 山城屋弥右衛門
    - 第24話「襲われた中馬街道 -韮崎-」（1980年1月28日） - 白根屋

  - 第11部（1980年）
    - 第5話「黄門さまを叱った娘 -新庄-」 - 茂佐衛門
    - 第20話「出世を願った嫁いびり -行田-」 - 武蔵屋加兵衛

  - 第12部
    - 第15話「娘意気地の生一本 -柳井-」（1981年12月7日） - 市右衛門
    - 第23話「弥七を騙った悪い奴 -善光寺-」（1982年2月1日） - 扇屋金四郎

  - 第13部
    - 第2話「大爆破! 恐怖の狼谷 -小田原-」（1982年10月25日） - 安五郎
    - 第18話「網にかかった悪い雑魚 -石州浜田-」（1983年2月14日） - 今津屋喜兵衛

  - 第14部 第27話「殿様を泣かせた娘 -勝山-」（1984年4月30日） - 清兵衛
  - 第15部（1985年）
    - 第12話「偽黄門様は喧嘩医者 -小倉-」 - 筑紫屋
    - 第31話「瞼の父は用心棒 -諏訪-」 - 治平

  - 第16部（1986年）
    - 第21話「友禅救った大芝居 -金沢-」 - 加賀屋
    - 第27話「陰謀暴いた男の友情 -久保田-」 - 川辺源左衛門

  - 第18部 第25話「無念晴らす献上絞 -鳴海-」（1989年3月6日） - 竹田屋庄兵衛
  - 第19部 第11話「黄門様の泥棒指南 -盛岡-」（1989年12月4日） - 南部屋忠兵衛
- 徳川三国志 第24話「将軍暗殺！宇都宮つり天井」（1976年、NET / 東映） - 本田上野介
- 人魚亭異聞 無法街の素浪人 第21話「恐怖の狙撃銃」（1976年、NET / 三船プロ） - 和泉屋利三郎
- がんばれ!!ロボコン 第91話「アセリンコ!夏休みが終っちゃう!!」（1976年、NET / 東映） - 伊沢（大工の親方）
- 遠山の金さん（NET / 東映）
  - 第1シリーズ（1977年）
    - 第73話「玉の輿を拒んだ女」 - 京屋
    - 第84話「地獄のかっぽれ」 - 日本橋蝋燭問屋 荒木屋七兵衛
    - 第100話「忍び絵図を掏った娘」 - 絹問屋 上州屋左兵衛

  - 第2シリーズ 第2話「黄金鳥の謎をとけ」（1979年） - 吉岡利右ヱ門
- 桃太郎侍（NTV / 東映）
  - 第18話「材木河岸に消えた影」（1977年） - 遠州屋
  - 第29話「ふるさとは遠かった」（1977年） - 伊沢左内
  - 第59話「岸うつ波に母の声」（1977年） - 島屋幸兵ヱ
  - 第98話「飛び立った雉の与之助」（1978年） - 木村玄沢
  - 第216話「大荒れ すずめの里帰り!」（1980年） - 板倉屋
  - 第235話「海路はるばる喧嘩旅」（1981年） - 木曽屋吉兵衛
- 人形佐七捕物帳 第1話「涙で咲いた愛の凧」（1977年、ANB / 東映） - 儀兵衛
- 大都会 PARTII 第17話「トラック大暴走」（1977年、NTV / 石原プロ） - 斉田剛三
- 特捜最前線（ANB / 東映）
  - 第21話「胡蝶の舞の女」（1977年）
  - 第106話「完全犯罪・ナイフの少女!」（1979年） - 柴田ひでお
  - 第119話「サウスポーは死の匂い!」（1979年）
  - 第178話「男たちのセプテンバーソング!」（1980年）
  - 第287話「リミット1.5秒!」（1982年）
  - 第302話「始発電車にあった死体!」（1983年） - 山形正純
  - 第398話「摂氏1350度の殺人風景!」（1985年）
  - 第416話「老刑事・レジの女を張り込む!」（1985年）
  - 第476話「慕情・神代課長を狙撃させた女!」（1986年） - 国伴
- 祭ばやしが聞こえる 第6話（1977年、NTV / 東宝）
- 必殺シリーズ（ABC / 松竹）
  - 新・必殺仕置人 第35話「宣伝無用」（1977年） - 唐木屋市兵衛
  - 江戸プロフェッショナル 必殺商売人 第3話「むかし夫婦いま他人」（1978年） - 上総屋利平ヱ
  - 必殺からくり人 富嶽百景殺し旅 第12話「東海道金谷」（1978年） - 富士見屋総介
- 達磨大助事件帳 第9話「夜明けの父娘」（1977年、ANB / 前進座 / 国際放映） - 佐竹
- 破れ奉行 第16話「隼人よ静かに死ね」（1977年、ANB / 中村プロ） - 岩下又左衛門
- 吉宗評判記 暴れん坊将軍（ANB / 東映）
  - 第1話「春一番! 江戸の明星」（1978年） - 秋田屋作兵衛
  - 第35話「爆薬を抱いた花嫁」（1978年） - 武蔵屋清右衛門
  - 第53話「からくち一番! 母子酒」（1979年） - 矢野屋
  - 第77話「紀州から来た花嫁」（1979年） - 善明寺源三郎
- 疾風同心 第1話「謎を呼ぶ唐人剣」（1978年、12ch / C.A.L） - 清兵衛
- 破れ新九郎（1978年、ANB / 中村プロ）
  - 第7話「通り雨ならお命頂戴」
  - 第11話「大台風!御用金強奪」 - 戸田山城守
- 同心部屋御用帳 江戸の旋風IV 第23話「五年目の青空」（1979年、CX / 東宝） - 宗吉
- 土曜ワイド劇場（ANB）
  - 京都殺人案内花の棺（1979年、ABC/松竹）
  - 美しい妻の完全犯罪（1985年）
- 白昼の死角（1979年、MBS / 東映） - 木下雄次郎
- 俺たちは天使だ! 第15話「運が悪けりゃ劇的最期」（1979年、NTV / 東宝） - 潮興業会長
- 雲霧仁左衛門 第10話「卍どもえ! 色と盗みのテクニック」 - 第12話「惨殺! 雲霧一党」（1979年、KTV / 松竹） - 越後屋善右衛門
- 江戸の牙（ANB / 三船プロ）
  - 第2話「戦慄! 蛇目傘の女」（1979年） - 武蔵屋徳兵衛
  - 第19話「恐怖の人間狩り」（1980年） - 安藤左内
- 騎馬奉行 第26話「新しき旅立ち」（1980年、KTV / 東映）
- ぼくら野球探偵団 第8話「幽霊? 絵から消えた美人姉妹」（1980年、12ch / 円谷プロ） - 一条直行
- 雪姫隠密道中記 第12話「恐怖 怨みの死紋 -大阪-」（1980年、MBS / S.H.P.） - 加兵衛
- あいつと俺 （1980年、12ch / 勝プロ） - 松本キャップ
- 柳生あばれ旅 第2話「紅い宿場の用心棒 -保土ヶ谷-」（1980年、ANB / 東映） - 武蔵屋
- ウルトラマン80 第22話「惑星が並ぶ日 何かが起こる」（1980年、TBS / 円谷プロ） - 国家最高議会議長
- 旅がらす事件帖 第3話「涙に濡れた姉妹鈴」（1980年、KTV / 国際放映）
- 新五捕物帳（NTV / ユニオン映画）
  - 第125話「袋小路の男」（1980年） - 桶屋喜作
  - 第177話「日陰に咲いた父子草」（1982年）
- 時代劇スペシャル 清水次郎長 「勢揃い清水港」（1981年）- 五兵衛
- ザ・ハングマンシリーズ（ABC / 松竹芸能）
  - ザ・ハングマン 燃える事件簿 第9話「奈落ゆき汚職航海」（1981年） - 星野栄二（大平造船社長）
  - ザ・ハングマンII 第12話「ギャラは人妻! 売れっ子評論家を吊せ」（1982年） - 幸田源二郎（幸田精機社長）
  - ザ・ハングマン4 第22話「検察官が新種の麻薬づくりを強要する!」（1985年） - 山本正雄（東都農業大学教授）
- 影の軍団III 第1話「二つの顔の男」（1982年、KTV / 東映）
- 同心暁蘭之介 第41話「姫の命 五千両」（1982年、CX / 杉友プロ）
- 松平右近事件帳（NTV / ユニオン映画）
  - 第12話「若君を消せ!」（1982年）- 馬場十太夫
  - 第46話「ふたりのおらん」（1983年） - 武蔵屋
- ゴールデンワイド劇場 / 終着駅はまだ遠い（1982年5月24日、ANB） - 河本
- 激闘!カンフーチェン 第9話「再会!恋人の故郷の斗い」（1983年、YTV / 東宝）
- 宇宙刑事シャリバン 第37話「不思議な毒花を熊狩りじいさんは見た」（1983年、ANB / 東映） - 西田源造
- 新・松平右近 第5話「花嫁売ります」（1983年、NTV / ユニオン映画）- 忠兵衛
- 大奥 第44話「天使たちのエロス」（1984年、KTV / 東映） - 小松屋惣兵衛
- 宮本武蔵（1984年、NHK） - 佐藤三太夫
- 新・大江戸捜査網 第16話「父子星さすらい旅」（1984年、TX / ヴァンフィル） - 加賀爪外記
- 長七郎江戸日記 （NTV / ユニオン映画）
  - SP3「柳生の陰謀」（1984年）- 雑賀玄雲斉
  - 第72話「稲妻に浮かぶ顔」（1985年）- 推命堂雲斉
- 年末時代劇スペシャル（NTV / ユニオン映画）
  - 忠臣蔵（1985年）- 八助
  - 白虎隊（1986年）- 池田屋惣兵衛
- 裸の大将 第18話「尾道坂道春の雪」（1986年、KTV / 東阪企画）
- どうぶつ通り夢ランド 第11話「美女がセンターにやってきた」（1986年、ANB / 国際放映）
- 京都かるがも病院 第3話「診断できなかった女の病」（1986年、ANB / 東映）
- 時空戦士スピルバン 第37話「どろどろん! ヨウキに踊ろう悪魔ダンス」（1987年、ANB / 東映） - 八助
- 火曜サスペンス劇場（NTV）
  - 禁じられた結婚（1987年、松竹）
  - 松本清張スペシャル・渡された場面（1987年、NTV映像センター）
  - 私の青春売ります（1988年、キネマ旬報社）
- 月曜・女のサスペンス 事件の女たち「消えない秘密」（1988年、TX）
- 木曜ゴールデンドラマ / マルタの女（1988年、YTV / 宝映企画）
- 電脳警察サイバーコップ 第16話『地獄の使者!? ルシファー登場!! 』（1989年、NTV / 東宝企画） - シド長老
- DRAMADAS / 極楽ゾンビ（1990年、KTV / ディレクターズ・カンパニー）

など